# NXT Deadline (2022)
Pour les articles homonymes, voir Deadline.
L'édition 2022 de Deadline est un Premium Live Event de catch (lutte professionnelle) produit par la World Wrestling Entertainment, une fédération de catch américaine qui est diffusée et visible en streaming payant sur le WWE Network. Cet événement met en avant les Superstars de NXT, le club-école de la compagnie. Il a eu lieu le 10 décembre 2022 au WWE Performance Center à Orlando (Floride). Il s'agit de la première édition de Deadline.
À la suite du transfert de la stipulation WarGames match dans le roster principal, ce PLE propose désormais des Iron Survivor Challenge.

## Contexte
Les spectacles de la World Wrestling Entertainment (WWE) sont constitués de matchs aux résultats prédéterminés par les scénaristes de la WWE. Ces rencontres sont justifiées par des storylines – une rivalité avec un catcheur, la plupart du temps – ou par des qualifications survenues dans les shows de la WWE telles que Raw, SmackDown et NXT. Tous les catcheurs possèdent une gimmick, c'est-à-dire qu'ils incarnent un personnage gentil (Face) ou méchant (Heel), qui évolue au fil des rencontres. Un événement comme Deadline est donc un événement tournant pour les différentes storylines en cours,.

## Tableau des matchs
| Ordre par numéros                                                                         | Résultat                                                                                       | Stipulation(s)                                                                                  | Temps |
| ----------------------------------------------------------------------------------------- | ---------------------------------------------------------------------------------------------- | ----------------------------------------------------------------------------------------------- | ----- |
| 1                                                                                         | Roxanne Perez (2) bat Zoey Stark (1), Cora Jade (1), Kiana James (0) et Indi Hartwell (1)      | Women's Iron Survivor Challenge La gagnante deviendra aspirante n°1 au NXT Women's Championship | 25:00 |
| 2                                                                                         | Isla Dawn bat Alba Fyre                                                                        | Match simple                                                                                    | 9:52  |
| 3                                                                                         | The New Day (Kofi Kingston et Xavier Woods) (c) bat Pretty Deadly (Elton Prince et Kit Wilson) | Tag Team match pour les NXT Tag Team Championship                                               | 14:05 |
| 4                                                                                         | Grayson Waller (3) bat Carmelo Hayes (2), JD McDonagh (0), Joe Gacy (2) et Axiom (2)           | Men's Iron Survivor Challenge Le gagnant deviendra aspirant n°1 au NXT Championship             | 25:00 |
| 5                                                                                         | Bron Breakker (c) bat Apollo Crews                                                             | Match simple pour le NXT Championship                                                           | 14:34 |
| La lettre C placée entre parenthèses désigne la personne ou l’équipe championne en titre. |                                                                                                |                                                                                                 |       |